# Ceratopogon mammulus
Ceratopogon mammulus är en tvåvingeart som beskrevs av Art Borkent och Eileen D. Grogan 1995. Ceratopogon mammulus ingår i släktet Ceratopogon och familjen svidknott. Inga underarter finns listade i Catalogue of Life.